# أولادبن الطاهر (واهلة)
أولادبن الطاهر هو دُوَّار يقع بجماعة لعڭاڭشة، إقليم سيدي بنور، جهة الدار البيضاء سطات في المملكة المغربية. ينتمي الدوّار لمشيخة واهلة التي تضم 11 دوار. يقدر عدد سكانه بـ 696 نسمة حسب الإحصاء الرسمي للسكان والسكنى لسنة 2004.

## روابط خارجية
- البوابة الوطنية للجماعات الترابية
- المندوبية السامية للتخطيط